# Karsten Schnack
Karsten Schnack er dansk uddannelsesforsker, professor i didaktik på Institut for Didaktik ved Danmarks Pædagogiske Universitetsskole (DPU) ved Aarhus Universitet.